# Dublin (Schiff, 1913)
Die HMS Dublin war ein Leichter Kreuzer der Town-Klasse, der 1911 bei der Werft William Beardmore and Company in Dalmuir (Schottland) auf Kiel gelegt wurde und 1911 vom Stapel lief. Sie war das vierte Schiff der Royal Navy mit dem Namen Dublin. Schwesterschiffe waren Chatham (Typschiff der dritten Untergruppe), Southampton und die australischen Kreuzer Sydney, Melbourne und Brisbane.

## Technische Daten
Insgesamt wurden 21 Kreuzer der Town-Klasse bis 1922 für die Royal Navy und Royal Australian Navy in fünf Untergruppen fertiggestellt.
Die Dublin gehörte zur dritten Untergruppe, der Chatham-Klasse. Diese Schiffe verdrängten etwa 5400 Tonnen und liefen mit ihren Parsons-Turbinen und vier Schrauben (außer Southampton mit Brown-Curtis-Turbinen und zwei Schrauben) über 25 Knoten. Sie waren 139,6 m lang und 14,9 m breit und hatten 4,9 m Tiefgang. Die Bewaffnung bestand aus acht 15,2-cm-Geschützen sowie vier Dreipfündern und zwei 53,3-cm-Unterwasser-Torpedorohren. Die Besatzung zählte 411 bis 475 Mann.
Sie war der dritte Kreuzer der Town-Klasse nach Gloucester (BauNr. 495) und Falmouth (BauNr. 498), der bei Beardmore gebaut wurde. Die Bauwerft erledigte in dieser Zeit nur öffentliche Aufträge mit einem Leuchtturmtender, einem Schwimmbagger, dem Schlachtschiff Conqueror und dem Zerstörer Goshawk.

## Geschichte

### Friedenszeit
Bei Indienststellung 1913 wurde die Dublin dem 1. Schlachtgeschwader (1st Battle Squadron) der Home Fleet zugewiesen. Im Juli 1913 wurde sie dann der 1st Light Cruiser Squadron im Mittelmeer zugeteilt, ab September 1913 gehörte sie zur im Mittelmeer operierenden 2nd Light Cruiser Squadron. 1914 war sie dort noch immer zusammen mit dem Schwesterschiff Chatham und den ähnlichen Kreuzern Weymouth und Gloucester im Einsatz und befand sich Ende Juli in Alexandria auf einer Demonstrationsreise der Britischen Mittelmeer-Flotte durch das Stationsgebiet. Der Oberkommandierende, Archibald Berkeley Milne hatte zwei seiner drei Schlachtkreuzer, zwei seiner vier Panzerkreuzer, das komplette zweite leichte Kreuzergeschwader und dreizehn Zerstörer versammelt. Wegen des drohenden Kriegsausbruchs wurde die Flotte weiter nach Malta verlegt.

## Kriegseinsatz

### Verfolgung der deutschen Mittelmeerdivision

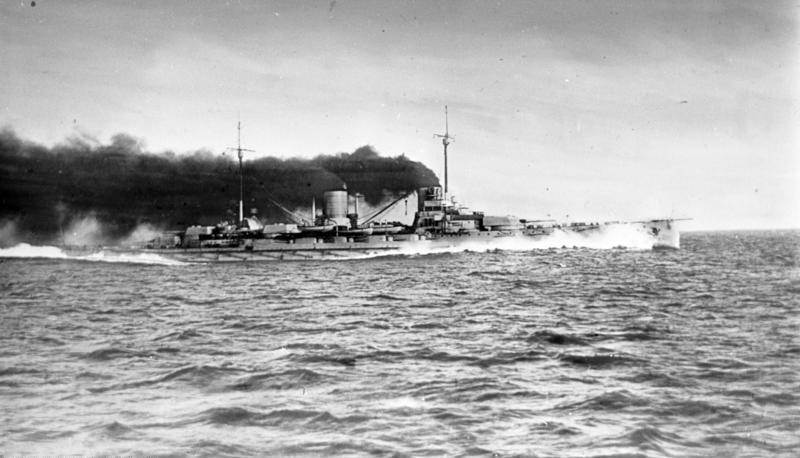
SMS Goeben

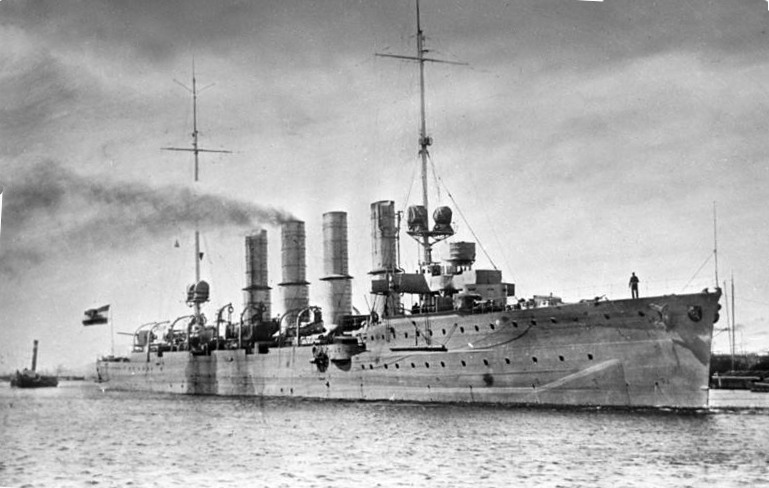
Die Breslau

Erster Einsatz der Flotte und damit auch der Dublin war die Verfolgung der deutschen Mittelmeerdivision unter Konteradmiral Wilhelm Souchon, die aus dem Schlachtkreuzer Goeben und dem Kleinen Kreuzer Breslau bestand. Die beiden Schiffe waren aus der Adria kommend gemäß den Dreibundabreden nach Messina gelaufen und hatten von dort bei Kriegsausbruch zwei algerische Häfen angegriffen. Auf dem Rückweg waren sie am 4. August um 10.32 Uhr nördlich Bone auf zwei der britischen Schlachtkreuzer gestoßen, die sich auf dem Marsch nach Gibraltar befanden, um einen Ausbruch der Deutschen aus dem Mittelmeer zu verhindern. Da zwischen Deutschland und Großbritannien der Krieg noch nicht erklärt war, wendeten die Schlachtkreuzer Indomitable und Indefatigable und nahmen die Verfolgung auf. Die in Bizerta als Verbindungsschiff zu den Franzosen stationierte Dublin lief sofort aus und kam ab Mittag als weiterer Verfolger hinzu. Goeben und Breslau liefen den britischen Schlachtkreuzern stetig davon und ab 16:45 Uhr war nur noch die Dublin in Kontakt mit den Deutschen. Bei Nebel und einbrechender Dunkelheit verlor auch sie diesen um 19.37 Uhr vor Cape San Vito an der Nordküste Siziliens. Die Deutschen hatten den Beweis erbracht, die schnelleren Schiffe zu haben, und die Briten davon überzeugt. Sie liefen am Morgen des 5. August wieder in Messina ein.
Am Abend des 6. August liefen die Deutschen gegen 17.00 Uhr wieder aus. Die von Konteradmiral Ernest Troubridge vor dem Osteingang der Straße von Messina belassene Gloucester unter Captain William A. Howard Kelly nahm sofort die Verfolgung auf und unterrichtete über Funk die britische Führung. Die Deutschen bemühten sich, den Funkverkehr zu stören, was ihnen gelegentlich gelang und zeitweise zu einer unvollständigen Information führte. Sie liefen nach Nordosten entlang der italienischen Küste anscheinend Richtung Adria. Die westlich Siziliens verbliebenen britischen Schlachtkreuzer liefen erst nach Malta, um Kohlen zu ergänzen; Troubridges Verband aus vier Panzerkreuzern und acht Zerstörern vor der griechischen Küste nach Norden.
Um 23.00 Uhr änderte Souchon den Kurs und die beiden deutschen Schiffe liefen nun nach Südosten Richtung Ägäis. Sie bemühten sich weiter, die Funkmeldungen der Gloucester zu stören, was aber nur zum Teil gelang. Um 0.10 Uhr am 7. August wendete Troubridge mit seiner 1st Cruiser Squadron und lief mit den Panzerkreuzern nach Süden, um Breslau und Goeben in der Nacht abzufangen. Seine Zerstörer hatten unzureichende Kohlenbestände, um effektiv eingesetzt zu werden.

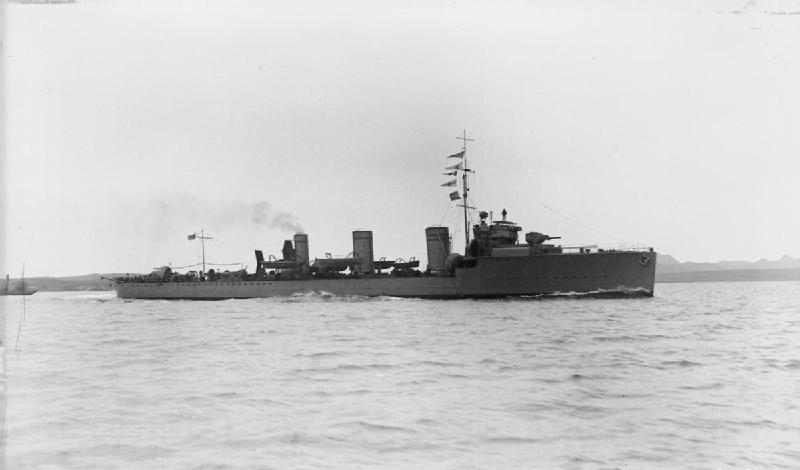
Zerstörer der Beagle-Klasse

Die schärfste Waffe der Briten schien die Dublin unter Captain John D. Kelly, dem jüngeren Bruder des Kommandanten der Gloucester, zu sein, die nach der Verfolgung der Deutschen am 4. August zum Auffüllen seiner Kohlenbestände nach Malta gegangen war und dies am 6. August gegen 13.30 Uhr mit den Zerstörern HMS Beagle und HMS Bulldog verlassen hatte, um Troubridges Verband zu verstärken. Sie sollten jetzt mit einem Torpedonachtangriff die Goeben stoppen. Mit Höchstfahrt liefen sie zu einem errechneten Schnittpunkt, der allerdings durch die verstümmelten Funksprüche der Gloucester und die von dieser übermittelte zu hohen Geschwindigkeit falsch war. Dennoch sichteten sie die Breslau und nahmen die Verfolgung auf, da sie es nicht geschafft hatten, vor sie zu geraten. Um 2.42 Uhr brachen sie die Verfolgung der schnelleren Breslau ab, da die Goeben nach den Meldungen der Gloucester sich weiter im Norden und auch noch westlicher befand. Bis 3.30 Uhr setzte der Kommandant der Dublin, John Kelly, mit seinen Schiffen die Suche fort. Sie sichteten lediglich Dampfsäulen, die vermutlich zur Gloucester gehörten. Um 3.30 Uhr musste er die Suche abbrechen, da der Kohlenbestand seiner Schiffe stark verringert und dadurch auch die Einsatzfähigkeit gefährdet war. Er setzt seine Fahrt zum Verband von Troubridge fort. Dessen Verband brach schon um 3.47 Uhr noch nahe der griechischen Küste und weit im Norden den Marsch nach Süden ab, da ein Nachtgefecht kaum noch möglich war und er bei Tag keine Chance gegen die Goeben sah.
So blieb die Gloucester unter Howard Kelly der einzige Verfolger der Mittelmeerdivision. Kelly war inzwischen von Milne befohlen worden, die Verfolgung auf der Höhe von Kap Matapan abzubrechen. Nach dem Versuch, die Deutschen in ein Gefecht zu verwickeln, und sogar einem auf der Breslau erzielten Treffer, brach die Gloucester kurz darauf befehlsgemäß, mit geringem Kohlenbestand und ohne Möglichkeit  die Geschwindigkeit der Breslau zu halten, die Verfolgung ab. Goeben und Breslau erreichten am 10. August unbehelligt ihr Ziel und waren ein starkes Argument für den Kriegseintritt der Türkei auf Seiten der Mittelmächte.

### Weiterer Dienst im Mittelmeer

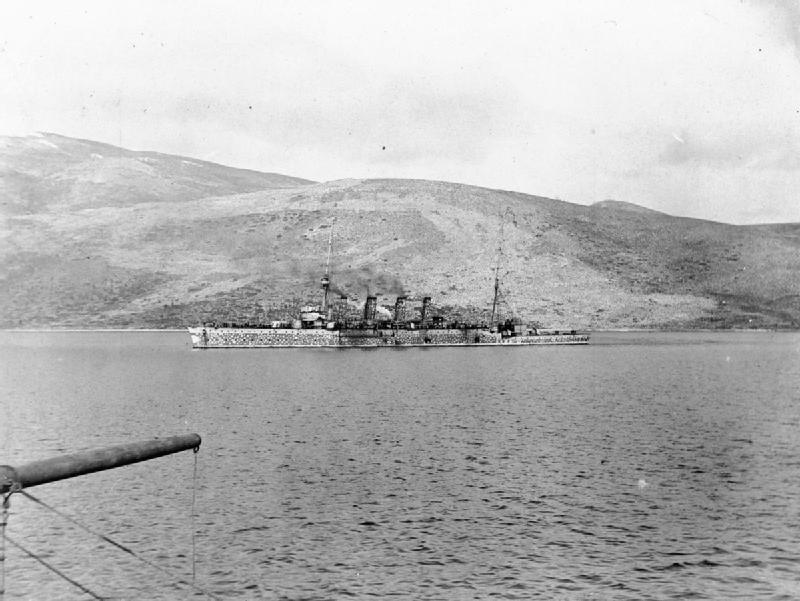
HMS Dublin im Ersten Weltkrieg

Während die Mehrzahl der britischen Schiffe dann doch vor die Dardanellen verlegte, verblieb die Dublin im westlichen Mittelmeer unter französischem Oberkommando mit Malta als Basis. Sie sollte die Route zwischen Malta und Sues sichern, die aber nicht bedroht war. Ende August wurde sie zum Schutz russischer Bürger in Jaffa abgestellt. Im September schloss sie sich den von Troubridge befehligten britischen Schiffen vor den Dardanellen an. Als diese nach dem Kriegsbeitritt der Türkei von französischen Schiffen abgelöst wurden, verblieb die Dublin mit der Indefatigable und drei U-Booten vor den Dardanellen. Als die Beschießung der Dardanellen-Forts begann, diente sie ab dem 25. Februar 1915 als vorgeschobener Beobachter für das Schlachtschiff Queen Elizabeth und wurde von der türkischen Artillerie unter Feuer genommen. Sie blieb vor den Dardanellen und unterstützte am 25. April die Landung am sogenannten „X-Beach“ bei Kap Helles auf Gallipoli.
Danach wurde sie im Mai nach Brindisi verlegt, um den neuen Verbündeten Italien zu unterstützen.
Am 5. Juni 1915 griffen vier alliierte Kampfgruppen die österreichische Adria-Küste an, darunter auch die Dublin, die gesichert von fünf italienischen Zerstörern, Donzella beschoss. Bei einer Erkundung der albanischen Küste mit französischen und italienischen Zerstörern wurde sie am 9. Juni 1915 vom österreichischen U-Boot SM U-4 unter Linienschiffsleutnant Rudolf Singule vor San Giovanni de Medua torpediert. Zwölf Mann starben bei dem Torpedoangriff. Obwohl von Backbord nach Steuerbord durchschossen, blieb die Dublin soweit fahrbereit, dass sie mit bis zu 17 Knoten nach Brindisi zurück marschieren konnte. Der Schaden war so erheblich, dass eine gründliche Reparatur in Großbritannien notwendig wurde und sie musste daher in die Heimat verlegt werden.

### Dienst in der Home Fleet
1916 wurde der instandgesetzte Kreuzer der 2nd Light Cruiser Squadron der Grand Fleet mit Southampton, Birmingham und Nottingham zugeteilt und nahm in deren Verband, der den Schlachtkreuzern zugeteilt war, am 31. Mai und 1. Juni 1916 an der Skagerrakschlacht teil. Jetzt befehligt von Captain Albert Charles Scott feuerte die Dublin während des Nachtgefechts mit der IV. Aufklärungsgruppe des Kommodore Ludwig von Reuter 117 15,2-cm-Geschosse und versenkte gemeinsam mit der Southampton das Torpedoboot S 35. Beide Kreuzer wurden erheblich beschädigt. Die Dublin erhielt fünf 15-cm-Treffer von der Elbing und acht 10,5-cm-Treffer von Stuttgart, Frauenlob oder Hamburg. Sie hatte drei Tote und 27 Verwundete zu beklagen. Am 17. Juni war die Dublin wieder einsatzbereit.
Am 3. Mai 1917 lief die Dublin aus Rosyth mit der Sydney und den vier Zerstörern HMS Nepean, HMS Obdurate, HMS Pelican und HMS Pylades zur Aufklärung zwischen dem Firth of Forth und dem Humber aus. Um 10.25 Uhr beobachtete die Dublin den Zeppelin L 43 etwa 17 Meilen östlich, auf den beide Kreuzer zuliefen und aus großer Entfernung das Feuer eröffneten. Um 10.54 Uhr sah die Dublin die Bahn eines Torpedos vor ihr und entdeckte um 11.12 Uhr ein U-Boot und um 11.15 Uhr noch ein zweites, das zwei Torpedos auf sie abschoss. Um 11.20 Uhr entdeckte sie noch ein drittes, das sie unter Feuer nahm und mit einer Wasserbombe angriff. Der Zeppelin griff dann die Dublin vom Heck her an, um sie zu bombardieren, was diese durch eine schnelle Wende verhinderte.

## Verbleib
Die Dublin überstand den Weltkrieg und verlegte 1920 auf die Afrikanische Station zur 6th Light Cruiser Squadron, kurz unterbrochen im März 1920 durch einen kurzen Einsatz bei der 3rd Light Cruiser Squadron im Mittelmeer. 1924 kehrte sie in die Heimat zurück und wurde außer Dienst gestellt. Im Juli 1926 wurde sie zum Abbruch an J. J. King nach Troon verkauft. Auf dem Weg dorthin strandete die Dublin. Im Juli 1927 wurde sie wieder abgebracht und bis Jahresende abgebrochen.